# Mauá
Mauá város Brazíliában, São Paulo államban. Lakosainak száma 418 261 fő (2022). Mauá Ferraz de Vasconcelos, São Paulo, Ribeirão Pires, Santo André és Suzano községekkel határos.

## Népesség
A település népességének változása:
| Lakosok száma | 363 392 | 402 643 | 417 064 | 453 286 | 477 552 | 481 725 | 418 261 |
|               | 2000    | 2007    | 2010    | 2015    | 2020    | 2021    | 2022    |